# Mordellistena confusa
Mordellistena confusa är en skalbaggsart som beskrevs av Willis Blatchley 1910. Mordellistena confusa ingår i släktet Mordellistena och familjen tornbaggar. Inga underarter finns listade i Catalogue of Life.